# Daisenryaku
Daisenryaku (大戦略 Đại Chiến Lược) là một dòng game thuộc thể loại chiến lược chiến tranh của hãng SystemSoft và SystemSoft Alpha ở Nhật Bản. SystemSoft Alpha là nhà phát triển cho tất cả các phiên bản game console trong khi công ty mẹ SystemSoft thì chuyên phát triển các phiên bản dành cho MSX, Windows và Macintosh.

## Các bảnDaisenryaku
| Tên                                                                                              | Ngày phát hành                     | Hệ máy               |
| ------------------------------------------------------------------------------------------------ | ---------------------------------- | -------------------- |
| Daisenryaku                                                                                      | 1987                               | MSX                  |
| Super Daisenryaku                                                                                | 1988                               | MSX                  |
| Daisenryaku Perfect: Senjō no Hasha                                                              | 6 tháng 2 năm 2014                 | PlayStation 3        |
| Daisenryaku Perfect: Senjō no Hasha                                                              | 24 tháng 6 năm 2010                | PSP                  |
| Daisenryaku Perfect: Senjō no Hasha                                                              | 3 tháng 3 năm 2016                 | Vita                 |
| Daisenryaku VII Exceed                                                                           | 22 tháng 5 năm 2008                | PlayStation Portable |
| Daisenryaku VII Exceed                                                                           | 14 tháng 12 năm 2006               | PlayStation 2        |
| Daisenryaku Portable 2                                                                           | 14 tháng 12 năm 2006               | PlayStation Portable |
| Daisenryaku DS                                                                                   | 25 tháng 5 năm 2006                | Nintendo DS          |
| Sega Ages Vol. 22 Advanced Daisenryaku Doitsu Dengeki Sakusen                                    | 26 tháng 2 năm 2006                | PlayStation 2        |
| Daisenryaku Portable                                                                             | 22 tháng 12 năm 2005               | PlayStation Portable |
| Standard Daisenryaku: Ushinawareta Shōri                                                         | 2 tháng 6 năm 2005                 | PlayStation 2        |
| Dai Senryaku VII: Modern Military Tactics                                                        | 16 tháng 2 năm 2005 (USA Release)  | Xbox                 |
| Dai Senryaku VII: Exceed                                                                         | 19 tháng 12 năm 2007 (USA Release) | PlayStation 2        |
| Standard Daisenryaku: Dengekisen                                                                 | 11 tháng 11 năm 2004               | PlayStation 2        |
| Daisenryaku 1941: Gyakuten no Taiheiyō                                                           | 3 tháng 11 năm 2003                | PlayStation 2        |
| Daisenryaku VII                                                                                  | 29 tháng 5 năm 2003                | Xbox                 |
| Daisenryaku for Game Boy Advance                                                                 | 7 tháng 12 năm 2001                | Game Boy Advance     |
| Advanced Daisenryaku 2001                                                                        | 26 tháng 4 năm 2001                | Dreamcast / PC       |
| Advanced Daisenryaku Europe no Arashi                                                            | 21 tháng 6 năm 2000                | Dreamcast            |
| Cyber Daisenryaku: Shutsugeki! Harukatai                                                         | 4 tháng 2 năm 1999                 | PlayStation          |
| Daisenryaku: Master Combat                                                                       | 12 tháng 12 năm 1998               | PlayStation          |
| Advanced World War Sennen Teikoku no Kōbō: Last of the Millennium                                | 20 tháng 3 năm 1997                | Sega Saturn          |
| Daisenryaku Strong Style                                                                         | 27 tháng 6 năm 1997                | Sega Saturn          |
| Daisenryaku Expert WWII: War in Europe                                                           | 30 tháng 8 năm 1996                | Super Famicom        |
| Iron Storm                                                                                       | 8 tháng 5 năm 1996                 | Sega Saturn          |
| Daisenryaku: Players Spirit                                                                      | 29 tháng 3 năm 1996                | PlayStation          |
| World Advanced Daisenryaku Sakusen File                                                          | 15 tháng 3 năm 1996                | Sega Saturn          |
| World Advanced Daisenryaku Kōtetsu no Senpū                                                      | 22 tháng 9 năm 1995                | Sega Saturn          |
| Daisenryaku Expert                                                                               | 25 tháng 9 năm 1992                | Super Famicom        |
| Campaign-ban Daisenryaku II                                                                      | 29 tháng 5 năm 1992                | Turbo CD             |
| Lord of Wars                                                                                     | 21 tháng 11 năm 1991               | Turbo CD             |
| Advanced Daisenryaku                                                                             | 21 tháng 6 năm 1991                | Mega Drive           |
| Daisenryaku                                                                                      | 12 tháng 6 năm 1991                | Game Boy             |
| Super Daisenryaku                                                                                | 27 tháng 4 năm 1990                | Turbo CD             |
| Super Daisenryaku                                                                                | 29 tháng 4 năm 1989                | Mega Drive           |
| Daisenryaku                                                                                      | 11 tháng 10 năm 1988               | Famicom              |
| Advanced Daisenryaku 98                                                                          | 2 tháng 4 năm 1998                 | PC                   |
| Advanced Daisenryaku 98 II                                                                       | 5 tháng 8 năm 1999                 | PC                   |
| Advanced Daisenryaku IV                                                                          | 21 tháng 8 năm 2003                | PC                   |
| Advanced Daisenryaku 5                                                                           | 29 tháng 6 năm 2006                | PC                   |
| Taisen-gata Daisenryaku G                                                                        | 28 tháng 9 năm 1991                | Game Gear            |
| Daisenryaku Perfect                                                                              | 20 tháng 3 năm 2003                | PC                   |
| Daisenryaku Perfect 2.0                                                                          | 20 tháng 11 năm 2009               | PC                   |
| Daisenryaku Exceed II                                                                            | 30 tháng 7 năm 2015                | PlayStation 3 / Vita |
| Daisenryaku: Daitoua Kōbōshi 3 - Dai-ni-ji Sekai Taisen Boppatsu!                                | 17 tháng 12 năm 2015               | PlayStation 4        |
| Daisenryaku Centurion                                                                            | 15 tháng 6 năm 2006                | PC                   |
| Daisenryaku: Dai Tōa Kōbōshi - Tora Tora Tora Ware Kishuu Ni Seikou Seri                         | 25 tháng 9 năm 2008                | PlayStation 2 / PSP  |
| Daisenryaku: Dai Tōa Kōbōshi - Tora Tora Tora Ware Kishuu Ni Seikou Seri                         | 20 tháng 6 năm 2013                | PlayStation 3        |
| Shin Daisenryaku: Battle of Soldier                                                              | 13 tháng 3 năm 2009                | PC                   |
| Gendai Daisenryaku: Isshoku Sokuhatsu - Gunji Balance Hōkai                                      | 27 tháng 8 năm 2009                | PlayStation 2 / PSP  |
| Gendai Daisenryaku: Isshoku Sokuhatsu - Gunji Balance Hōkai                                      | 25 tháng 2 năm 2010                | Nintendo DS          |
| Daisenryaku: Daitōa Kōbōshi: Nii Takayama no Bore - Ichini Maru Hachi                            | 20 tháng 11 năm 2009               | PC                   |
| Daisenryaku: Dai Tōa Kōbōshi - Dainijisekaitaisen Boppatsu - Sūjiku Sentai Rengougun Zensekaisen | 22 tháng 11 năm 2009               | PC                   |
| Daisenryaku: Dai Tōa Kōbōshi - Dainijisekaitaisen Boppatsu - Sūjiku Sentai Rengougun Zensekaisen | 31 tháng 7 năm 2014                | PSP                  |
| Daisenryaku: Dai Tōa Kōbōshi - Dainijisekaitaisen Boppatsu - Sūjiku Sentai Rengougun Zensekaisen | 26 tháng 3 năm 2015                | PlayStation 3 / Vita |
| Barbarossa                                                                                       | 27 tháng 11 năm 1992               | Super Famicom        |

## Advanced Daisenryaku
Advanced Daisenryaku là war game trên hệ máy Mega Drive. Trò chơi diễn ra trong bối cảnh Thế chiến II, và người chơi có thể chơi trong vai phe Đức, Đồng Minh hoặc địch thủ của mình. Game còn thêm cả mục chơi mạng, bằng cách sử dụng modem được bán riêng cho Sega Mega Drive. 

## Daisenryaku Expert WWII: War in Europe
Daisenryaku Expert WWII: War in Europe (大戦略エキスパートWWⅡ "Great Strategy Expert WWII") là tựa game chơi trên máy Super Famicom lấy bối cảnh Thế chiến II ở cả Mặt trận phía Đông hay Mặt trận phía Tây. Có hai kiểu chơi gồm chế độ kịch bản và chế độ chiến dịch. Người chơi thường điều khiển Đế chế Thứ ba như game mặc định nhưng nó có thể được thay đổi trước khi chơi. 

## Iron Storm
Iron Storm là game chiến lược trên hệ máy Sega Saturn được phát hành vào năm 1996 tại Bắc Mỹ. Trò chơi diễn ra trong bối cảnh Thế chiến II. Người chơi có thể chọn một trong ba phe tham chiến chính là Hoa Kỳ, Đức Quốc Xã hoặc Nhật Bản. Kết quả của một số trận chiến nhất định dẫn đến một sự thay đổi trong con đường của cuộc chiến.
Electronic Gaming Monthly đã chấm cho game 8/10 điểm, đánh giá cao khả năng xem kết quả của mỗi trận chiến trong chế độ xem kiểu điện ảnh và sử dụng điểm kinh nghiệm.

## Advanced Daisenryaku 2001
Advanced Daisenryaku 2001 là một trò chơi chiến lược lấy bối cảnh Thế chiến II, phần tiếp theo của tựa game Advanced Daisenryaku: Europe no Arashi - Doitsu Dengeki Sakusen. Cả hai phiên bản đều chạy trên hệ máy Dreamcast của Sega. Advanced Daisenryaku 2001 bao gồm một số sửa lỗi và đồ họa được cải tiến. 

## Daisenryaku Portable
Daisenryaku Portable là một game chiến lược theo lượt quân sự dành cho PlayStation Portable được hãng Genki phát hành vào năm 2005. Phần tiếp theo là Daisenryaku Portable 2 phát hành vào năm 2006.
Trò chơi diễn ra trên một chiến trường hình lục giác, trên đó người chơi tập hợp nguyên một đội quân sẵn sàng lâm trận. Mục đích nhằm chiếm các thành phố và nhà máy, để tăng nguồn lực sẵn có về phe mình. Chiến dịch chính diễn ra ở Viễn Đông trong thế kỷ hai mươi mốt. Các phe phái trong trò chơi là các phiên bản hư cấu của Nhật Bản, Mỹ, Nga, Trung Quốc, Bắc Triều Tiên và Anh, với hai quốc gia khác cần phải được mở khóa.

### Daisenryaku Portable 2
Daisenryaku Portable 2 là một game chiến lược theo lượt quân sự dành cho PlayStation Portable được hãng Genki phát hành vào năm 2006. Đây là phần tiếp theo của Daisenryaku Portable, và chủ yếu lấy bối cảnh ở vùng Trung Đông.

## Moe moe 2-ji Daisen(ryaku)
Phiên bản nhượng quyền này vẫn lấy bối cảnh Thế chiến II, nhưng sử dụng hình tượng mecha musume. Nó bao gồm các đơn vị từ Nhật Bản, Đức, Mỹ, Anh và Liên Xô. Bản đồ màn chơi trong game là hình lục giác, nhưng đồ họa các nhân vật dưới dạng 2D vẽ theo kiểu anime. Trò chơi tách thành hai mục chơi chiến lược và phiêu lưu. Người chơi có thể chơi qua các chiến dịch ở Thái Bình Dương (phe Nhật) hoặc châu Âu (phe Đức). Chế độ chiến lược được chơi ở dạng theo lượt.
Phiên bản Deluxe dành cho PlayStation 2 và PSP, phiên bản này đã bổ sung thêm một chiến dịch mới cho phe Đồng Minh, nhân vật mới và thực hiện một vài điều chỉnh về lối chơi và hình ảnh.

## Dai Senryaku VII: Modern Military Tactics
Dai Senryaku VII: Modern Military Tactics (được gọi đơn giản là Daisenryaku VII tại Nhật Bản) là một game chiến thuật theo lượt cho hệ máy Xbox của Microsoft, được Kemco sản xuất và phát hành vào năm 2004 (tại Mỹ). Đến tháng 12 năm 2007, trò chơi đã được Valcon Games chuyển sang PlayStation 2 với đồ họa hơi đơn giản. Trò chơi vẫn là phiên bản gần đây nhất trong loạt game được phát hành bản địa hóa tại Mỹ.
Game có tất cả tám phe gồm Mỹ, Nhật, Pháp, Đức, Nga, Anh, Israel hoặc Trung Quốc. Bản đồ trò chơi thể hiện ở dạng 3D và có thể xoay được. Có tới bốn mục chơi là Missions, Campaign (dành cho PS2), Free Play, và Map Editor cho người chơi tha hồ lựa chọn tùy theo sở thích của mình.
Missions hoạt động như phần câu chuyện trong game, ghi lại cuộc chiến giữa quân Xanh và Đỏ. Tổng cộng có 25 nhiệm vụ, với các bản đồ có thể mở khóa và các đơn vị bổ sung trở nên khả dụng dưới dạng phần thưởng hoàn thành. Phần chơi chiến dịch độc quyền cho PlayStation có nhiều bản đồ với các tình huống và địa điểm thực tế. Một chiến dịch như vậy mang tên "East Mediterranean War," giao cho người chơi chỉ huy quân đội Nga trong nỗ lực bảo vệ một căn cứ Địa Trung Hải ở đảo Síp và hỗ trợ quân đội Syria ở Liban giao tranh với Mỹ và Israel. Các nhiệm vụ chiến dịch cho phép người chơi PS2 mở khóa các đơn vị ban đầu bị chặn đằng sau mật mã trên Xbox.
Phiên bản PlayStation Portable còn thêm vào phe Thụy Điển, thế nhưng người chơi không thể xoay được bản đồ trong game như phiên bản trên PS2 và Xbox.

## Daisenryaku Perfect: Senjō no Hasha
Daisenryaku Perfect: Senjō no Hasha là game mô phỏng quân sự theo lượt lấy bối cảnh thời kỳ hiện đại. Người chơi có thể chọn từ 22 quốc gia và sau đó trở thành phe đồng minh hoặc phe tấn công. 